# Jorge Fonseca
Jorge Ivayr Rodrigues da Fonseca (30 ottobre 1992) è un judoka portoghese.
Nel 2019 è diventato il primo judoka portoghese ad avere vinto una medaglia d'oro ai campionati mondiali, conquistando il titolo nei 100 kg.  Ha confermato il titolo mondiale nell'edizione 2021 dei Campionati_mondiali_di_judo a Budapest tenutisi, a causa della pandemia COVID-19, nello stesso anno dei Giochi_della_XXXII_Olimpiade. Si è presentato da favorito alle Olimpiadi di Tokyo, conquistando la medaglia di bronzo nella categoria 100 kg.

## Vita privata
Nel 2015, dopo avere subito un infortunio al legamento del ginocchio sinistro, gli è stato diagnosticato un cancro allo stesso ginocchio. <https://www.judoinside.com/news/3596/Jorge_Fonseca_survived_his_darkest_period_in_life>

## Palmarès
- Giochi olimpici

Tokyo 2020: bronzo nei 100 kg.
- Mondiali

Budapest 2021: oro nei 100 kg.
Tokyo 2019: oro nei 100 kg.
- Europei

Praga 2020: bronzo nei 100 kg.
- Giochi europei

Minsk 2019: argento nella gara a squadre.
- Europei Under-23

Samokov 2013: oro nei 100 kg.
Breslavia 2014: bronzo nei 100 kg.